# Bumerang

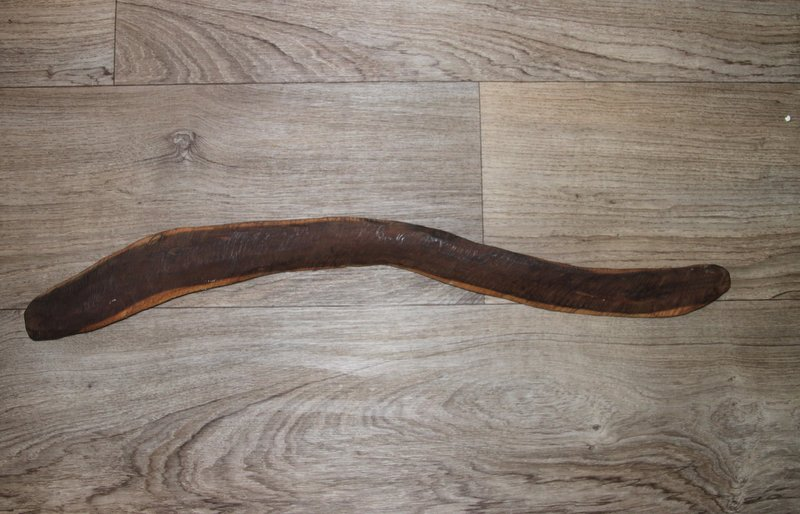
Bumerang de caça

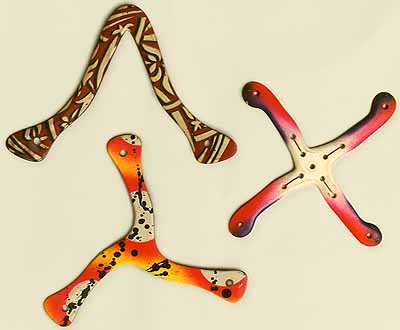
Bumerangs moderns

Un bumerang és una eina de llançament, normalment construïda amb seccions de perfil aerodinàmics i dissenyat per girar al voltant d'un eix perpendicular a la direcció del seu vol. Un bumerang que torna està dissenyat per tornar al llançador, mentre que un bumerang que no retorna està dissenyat com una arma per ser llançada recte i és utilitzada tradicionalment per alguns aborígens australians per a la caça.
Històricament, els bumerangs s'han utilitzat per a la caça, l'esport i l'entreteniment i es fabriquen en diverses formes i mides per adaptar-se a diferents propòsits. Encara que es considera una icona australiana, també s'han descobert antics bumerangs a Àfrica, Amèrica i Euràsia.

## Etimologia
L'origen del terme és incert. Una font afirma que el terme va entrar a la llengua el 1827, adaptat d'una llengua aborigen extinta de Nova Gal·les del Sud, Austràlia, però esmenta una variant, wo-mur-rang, que data de 1798. La primera vegada documentada que un europeu es va trobar amb un bumerang va ser a Farm Cove (Port Jackson), el desembre de 1804, quan es va veure una arma durant una baralla tribal:
| «                               | ... Els espectadors blancs es van sorprendre justament per la destresa i la força increïble amb la qual un pal doblegat, que s'assemblava lleugerament a una eina turca, va ser llançat per Bunge, un nadiu distingit per la seva notable cortesia. L'arma, llançada a 20 o 30 metres de distància, va girar a l'aire amb una sorprenent velocitat i va baixar al braç dret d'un dels seus oponents, va rebotar fins a una distància no inferior a 70 o 80 metres, deixant enrere una horrible contusió i una emocionant admiració universal. | » |
| — The Sydney Gazette ... (1804) | |   |

David Collins va enumerar "Wo-mur-rāng" com un dels vuit "Noms de clubs" aborígens el 1798, però probablement es referia al woomera, que en realitat és un llança -llances. Un manuscrit anònim de 1790 sobre les llengües aborígens de Nova Gal·les del Sud parlava del "Boo-mer-rit".
El 1822, va ser descrit en detall i registrat com un "bou-mar-rang" en la llengua del poble Turuwal (un subgrup dels Darug) del riu Georges prop de Port Jackson. Els Turawal utilitzaven altres paraules per als seus bastons de caça, però utilitzaven "bumerang" per referir-se a un pal de llançament que tornava.

## Història

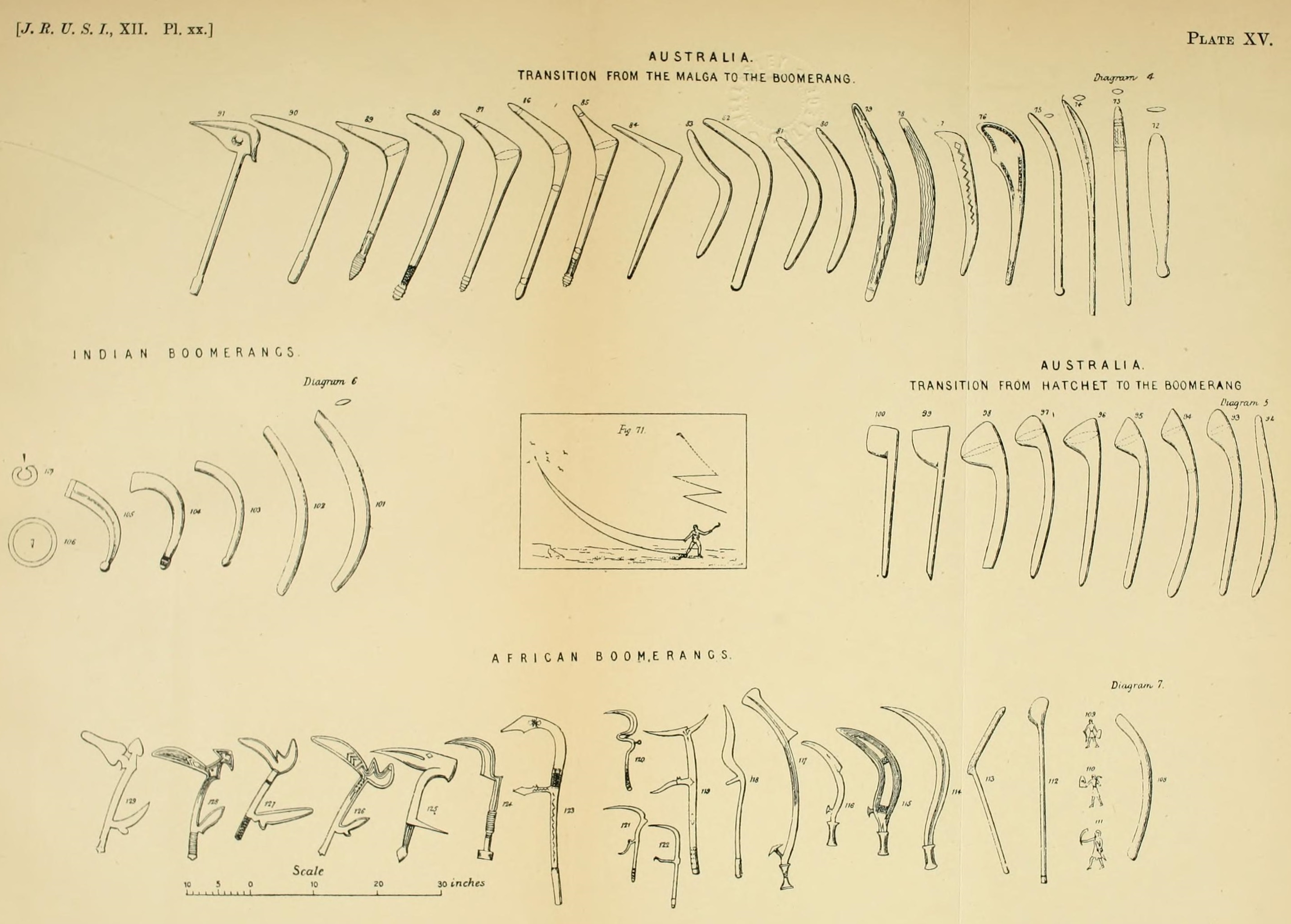
Diversos tipus de bumerangs d'Austràlia, Índia i Àfrica. A la part superior es dibuixa un procés d'evolució de malga a boomerang, mentre que a la dreta figura l'evolució de destral a bumerang.

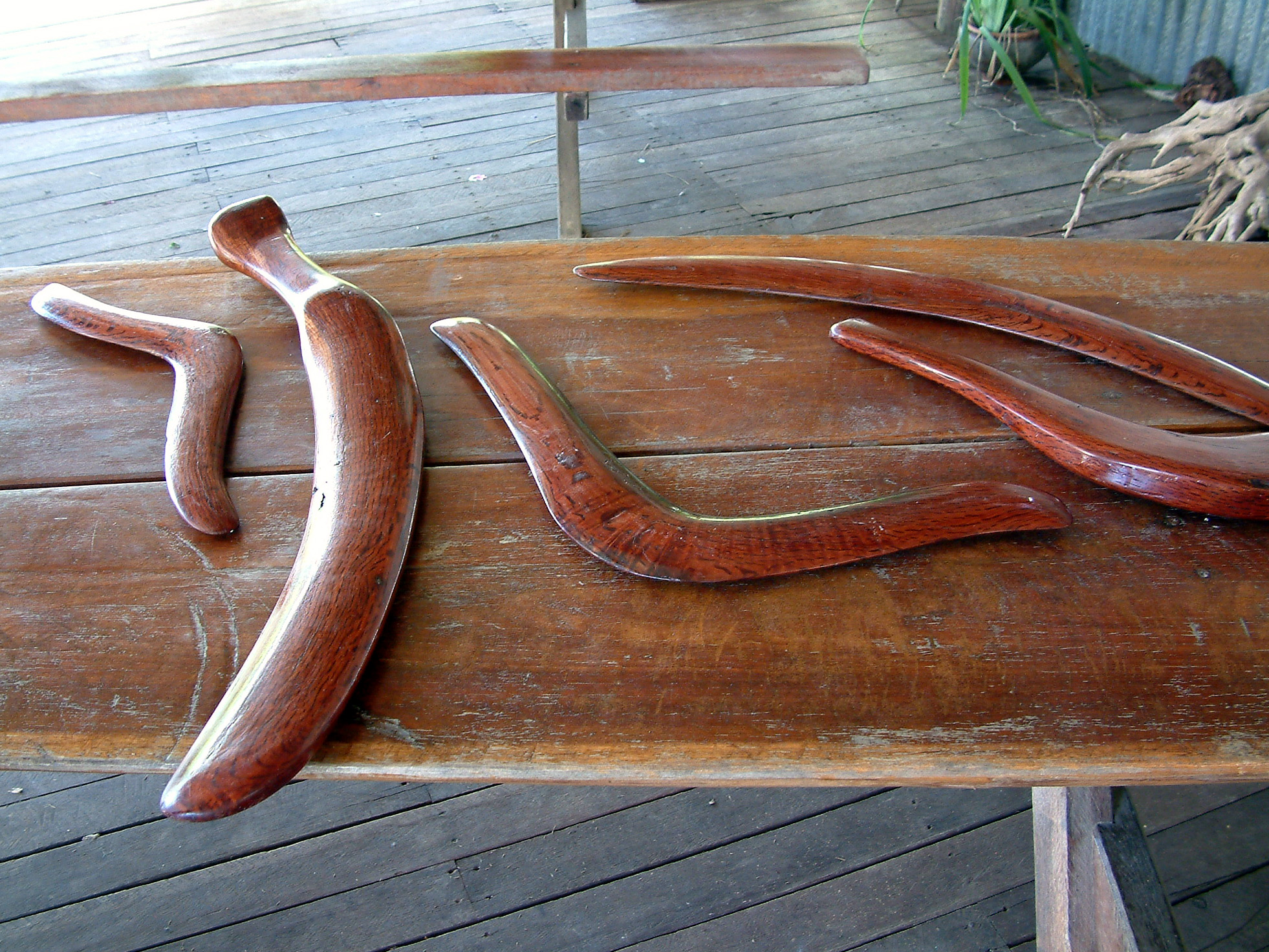
Bumerangs aborígens australians

Històricament, els bumerangs es van utilitzar com a armes de caça, instruments musicals de percussió, maces de batalla, encenedors de foc, esquers per a la caça d'aus aquàtiques i com a joguines recreatives. El bumerang més petit pot fer menys de 10 centímetres de punta a punta, i el més gran més de 180 cm (5,9 peus) de llargada. Els bumerangs tribals poden estar inscrits o pintats amb dissenys per als seus creadors. La majoria dels bumerangs que es veuen el segle XXI són del tipus turístic o de competició, i gairebé invariablement són del tipus de retorn. Les representacions de bumerangs llançats contra animals, com cangurs, apareixen en algunes de les representacions rupestres més antigues del món, l'art rupestre australià indígena de la regió de Kimberly, que es remunta a fa uns 50.000 anys. Plantilles i pintures de bumerangs també apareixen a l'art rupestre de Papua Occidental, inclòs a la península de Bird's Head i Kaimana, que probablement daten de l'últim màxim glacial, quan els nivells més baixos del mar van portar a la continuïtat cultural entre Papua i Arnhem Land al nord d'Austràlia. Els bumerangs aborígens australians més antics que es conserven es van trobar en una torba del pantà de Wyrie del sud d'Austràlia i daten de 10.000 aC.
Encara que tradicionalment es consideren australians, també s'han trobat bumerangs a l'antiga Europa, Egipte i Amèrica del Nord. Hi ha proves de l'ús de bumerangs que no retornen per part dels nadius americans de Califòrnia i Arizona, i els habitants del sud de l'Índia per matar ocells i conills. Alguns bumerangs no es van llançar, sinó que van ser utilitzats en combat cos a cos pels indígenes australians. Tanmateix, s'han recuperat exemples egipcis antics i els experiments han demostrat que haurien funcionat com a bumerangs de retorn. Els bastons de caça descoberts a Europa semblen haver format part de l'arsenal d'armes de l'edat de pedra. Un bumerang que es va descobrir a la cova Obłazowa a les muntanyes dels Carpats a Polònia estava fet d'un ullal de mamut i es creu, basant-se en la datació AMS dels objectes trobats amb ell, que té uns 30.000 anys. Als Països Baixos, s'han trobat bumerangs a Vlaardingen i Velsen des del primer segle aC. El rei Tutankamon, el famós faraó de l'antic Egipte, que va morir fa més de 3.300 anys, posseïa una col·lecció de bumerangs tant de la varietat de vol directe (caça) com de tornada.

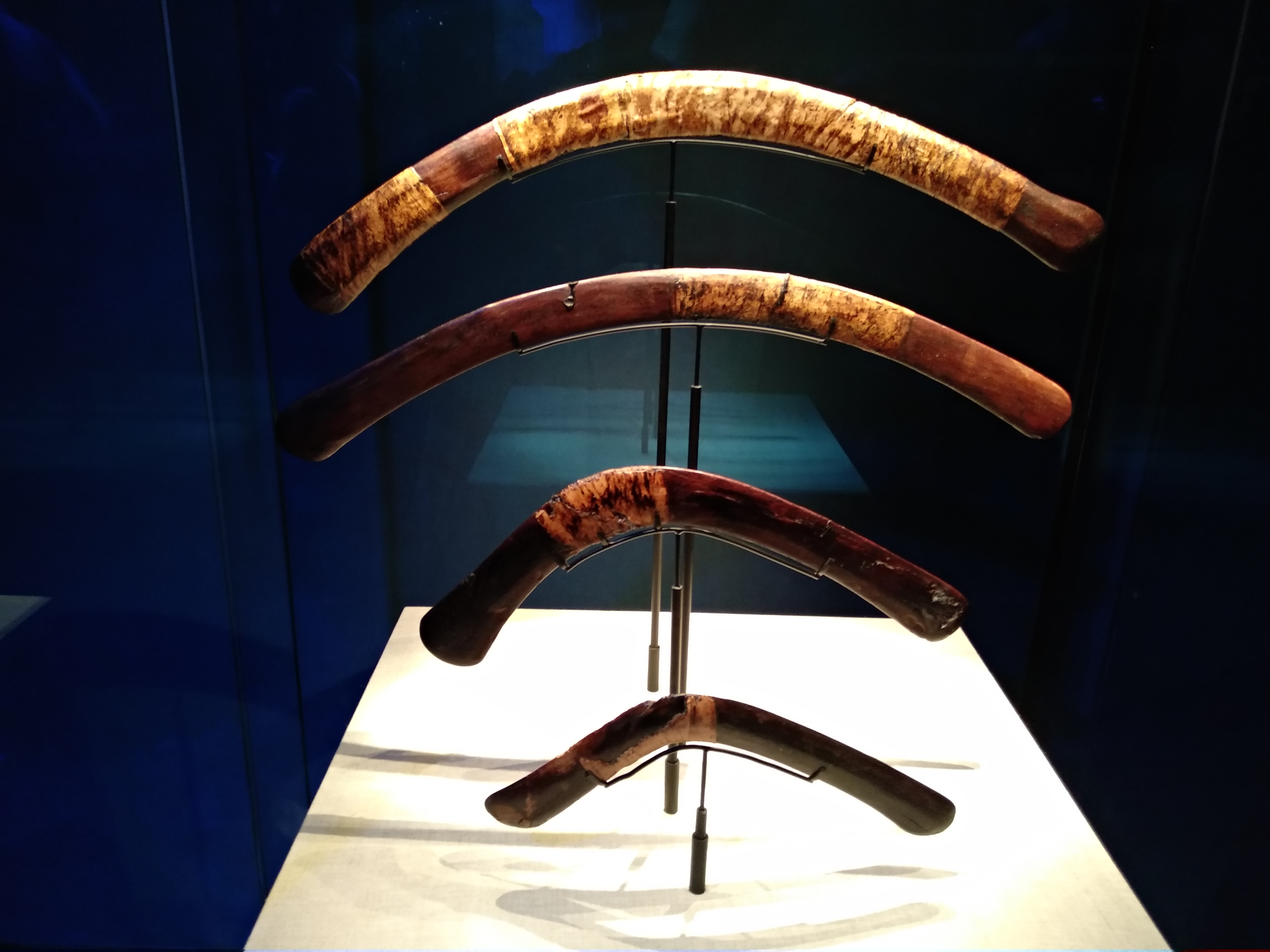
4 bumerangs de la tomba del faraó Tutankamon (1336-1326 aC). Aquests bumerangs de fusta dura no van poder tornar al seu llançador a causa de la seva curvatura, a diferència d'altres bumerangs trobats a la tomba.

Ningú sap amb certesa com es va inventar el bumerang que torna, però alguns fabricants moderns de bumerang especulen que es va desenvolupar a partir del pal de llançament aplanat, encara utilitzat pels aborígens australians i altres pobles indígenes d'arreu del món, inclosos els navahos d'Amèrica del Nord. Un bumerang de caça està delicadament equilibrat i és molt més difícil de fer que un de retorn. El vol corbat característic dels bumerangs que retornen probablement el van aconseguir per primera vegada els primers caçadors que intentaven "afinar" els seus pals de llançament per volar recte. Els bumerangs també van ser àmpliament usats al sud de l'Índia a Tamilnadu.
Alguns creuen que la forma i la trajectòria de vol el·líptica del bumerang que torna el fan útil per a la caça d'ocells i animals petits, tant pel soroll generat pel moviment del bumerang per l'aire, com per tocar les fulles d'un arbre per espantar els ocells cap al llançador. A més, alguns suposen que s'utilitzava per espantar grups d'ocells i portar-los cap a xarxes. Al sud-est d'Austràlia, s'afirma que els bumerangs van ser fets per caçar grups d'ànecs; que el confonien amb un falcó i s'allunyaven cap on hi havia els caçadors armats amb xarxes o cubs.

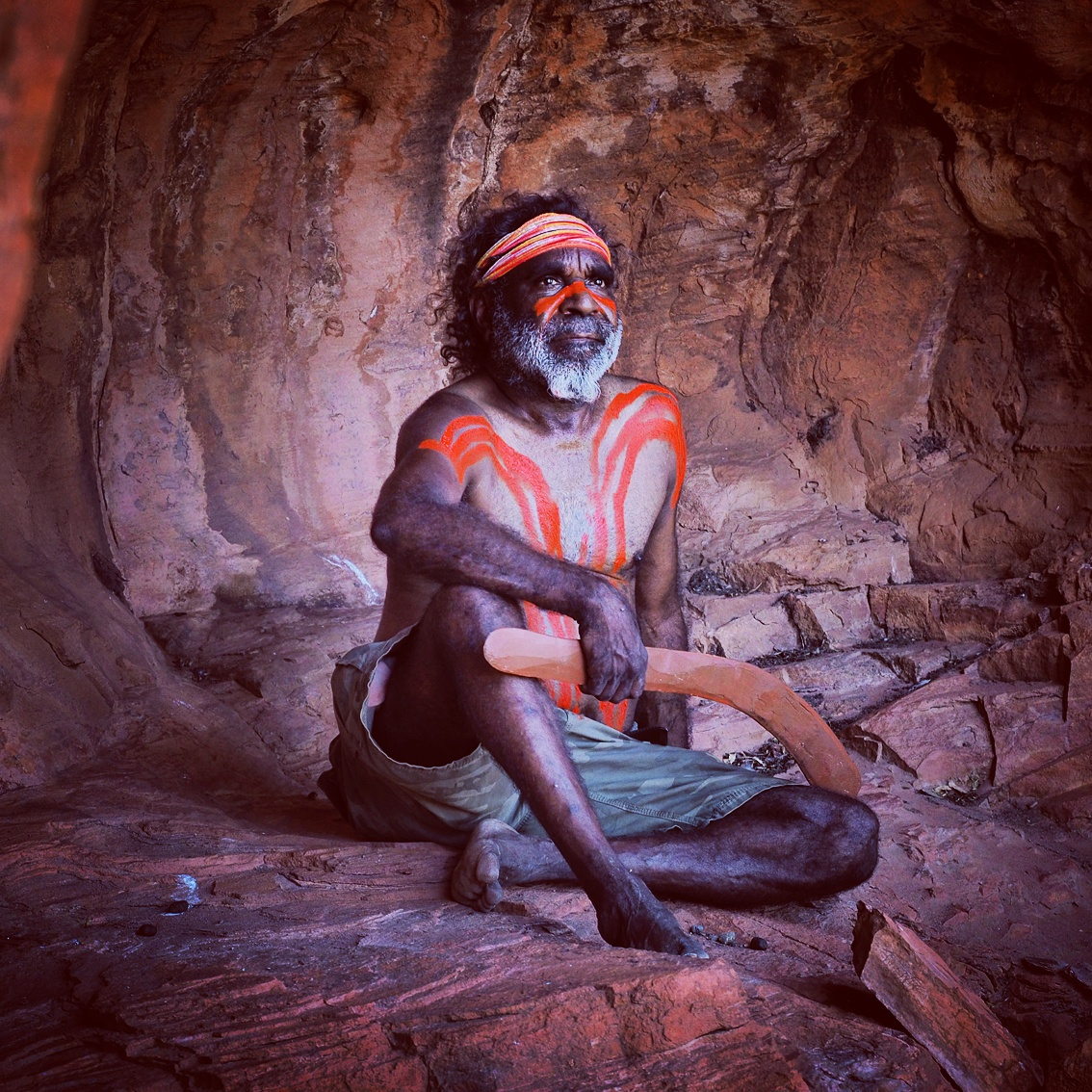
Home aborigen amb bumerang, Yuendumu, 2018

Tradicionalment, la majoria dels bumerangs utilitzats pels grups aborígens a Austràlia eren sense retorn. Aquestes armes, s'empraven per caçar una varietat de preses, des de cangurs fins a lloros; a una distància d'uns 100 metres (330 ft), un bumerang de 2 kg (4,4 lliures) que no retorna podria causar ferides mortals a un animal gros. Un pal llançat gairebé horitzontalment pot volar en un camí gairebé recte i podria fer caure un cangur en impactar amb les cames o els genolls. Els bumerangs enganxats que no retornen, utilitzats al nord d'Austràlia Central, mataven múltiples ocells quan es llançaven a un dens ramat. Els pobles aborígens actuals fan servir els pals com a eines polivalents i, a més de llançar, es poden fer servir com a porres, s'utilitzen per excavar, s'utilitzen per iniciar focs de fricció i són sonors quan se'n colpeja un contra l'altre.
Les proves recents també suggereixen que els bumerangs es van utilitzar com a armes de guerra.

## Ús modern
Al segle XXI, els bumerangs s'utilitzen principalment per a l'esbarjo. Hi ha diferents tipus de concursos de llançament: precisió de retorn; ronda australiana; captura; temps màxim a l'altura; captura ràpida; i resistència (vegeu més avall). El bumerang esportiu modern està fet de fusta contraxapada de bedoll finlandès, fusta dura, plàstic o materials compostos i es presenta en moltes formes i colors diferents. La majoria dels bumerangs esportius solen pesar menys de 100 grams, amb bumerangs MTA, utilitzats per estar el màxim temps sense tocar a terra, de menys de 25 grams.
Els bumerangs també s'han utilitzat per practicar el tir amb escopetes en substitució dels ocells.
El bumerang modern sovint està dissenyat per ordinador amb perfils aerodinàmics de precisió. El nombre d'"ales" sovint és superior a 2, ja que 3 o 4 ales proporcionen més sustentació que 2. Entre els últims invents hi ha un bumerang de forma rodona, que té un aspecte diferent però utilitza el mateix principi de retorn que els bumerangs tradicionals. Això permet una captura més segura per part dels jugadors.
El 1992, l'astronauta alemany Ulf Merbold va fer un experiment a bord de Spacelab que va establir que els bumerangs funcionen en gravetat zero com ho fan a la Terra. L'astronauta francès Jean-François Clervoy a bord del Mir ho va repetir el 1997. El 2008, l'astronauta japonès Takao Doi va tornar a repetir l'experiment a bord de l'Estació Espacial Internacional.

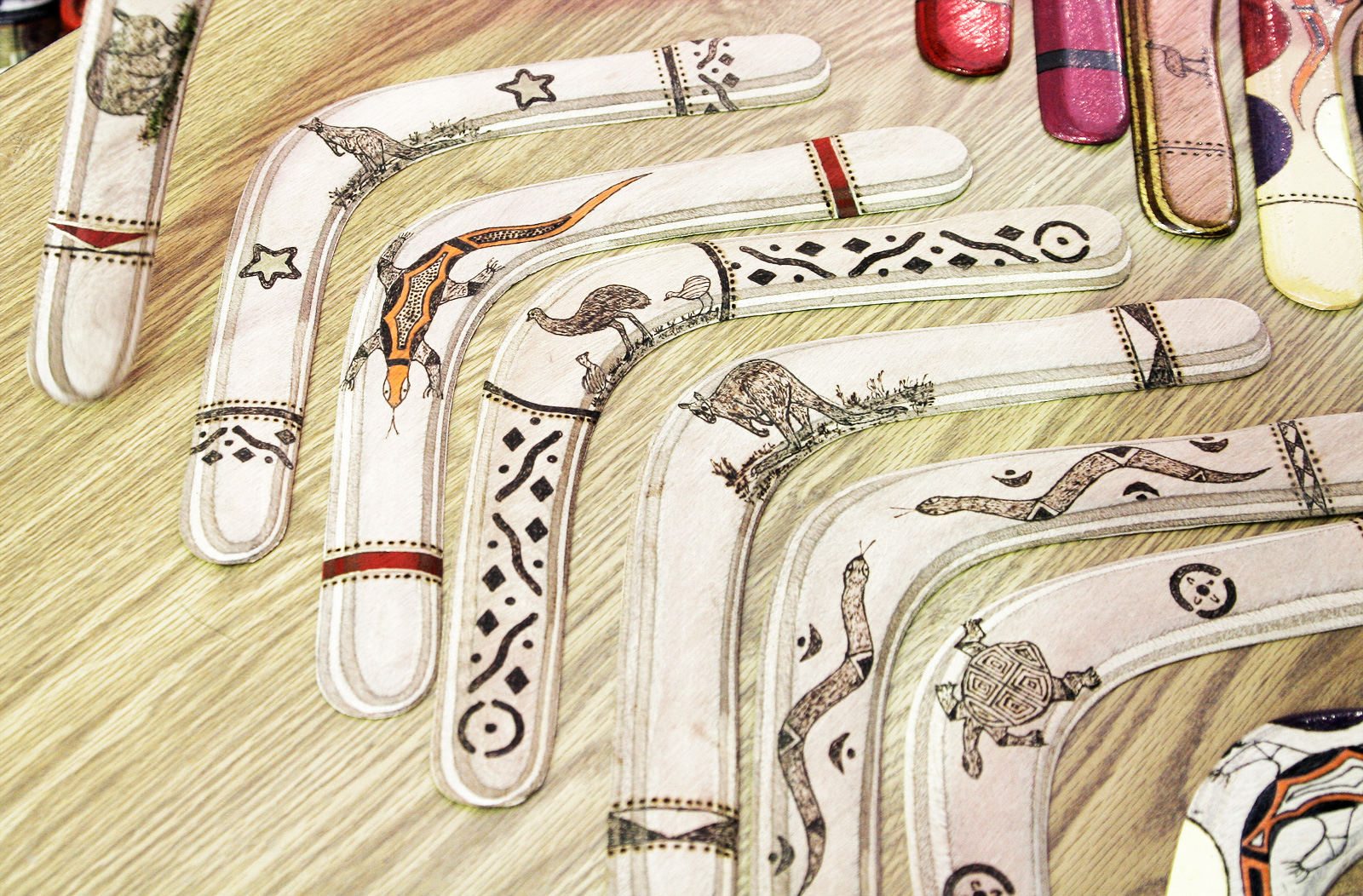
Boomerangs a la venda al Melbourne Show de 2005

A partir de la darrera part del segle xx, hi ha hagut un increment en la creació independent de bumerangs d'art de disseny inusual. Aquests sovint s'assemblen poc o gens amb els històrics tradicionals i, a primera vista, alguns d'aquests objectes poden no semblar bumerangs. L'ús de fusta contraxapada fina moderna i plàstics sintètics ha contribuït en gran manera al seu èxit. Els dissenys són molt diversos i poden anar des de formes inspirades en animals, temes humorístics, formes cal·ligràfiques i simbòliques complexes, fins a el purament abstracte. Les superfícies pintades són igualment ricament diverses. Alguns bumerangs fets principalment com a objectes d'art no tenen les propietats aerodinàmiques necessàries per tornar.